# Zygophlebia eminens
Zygophlebia eminens är en stensöteväxtart som först beskrevs av Conrad Vernon Morton, och fick sitt nu gällande namn av Luther Earl Bishop. Zygophlebia eminens ingår i släktet Zygophlebia och familjen Polypodiaceae. Inga underarter finns listade.